# Апайо

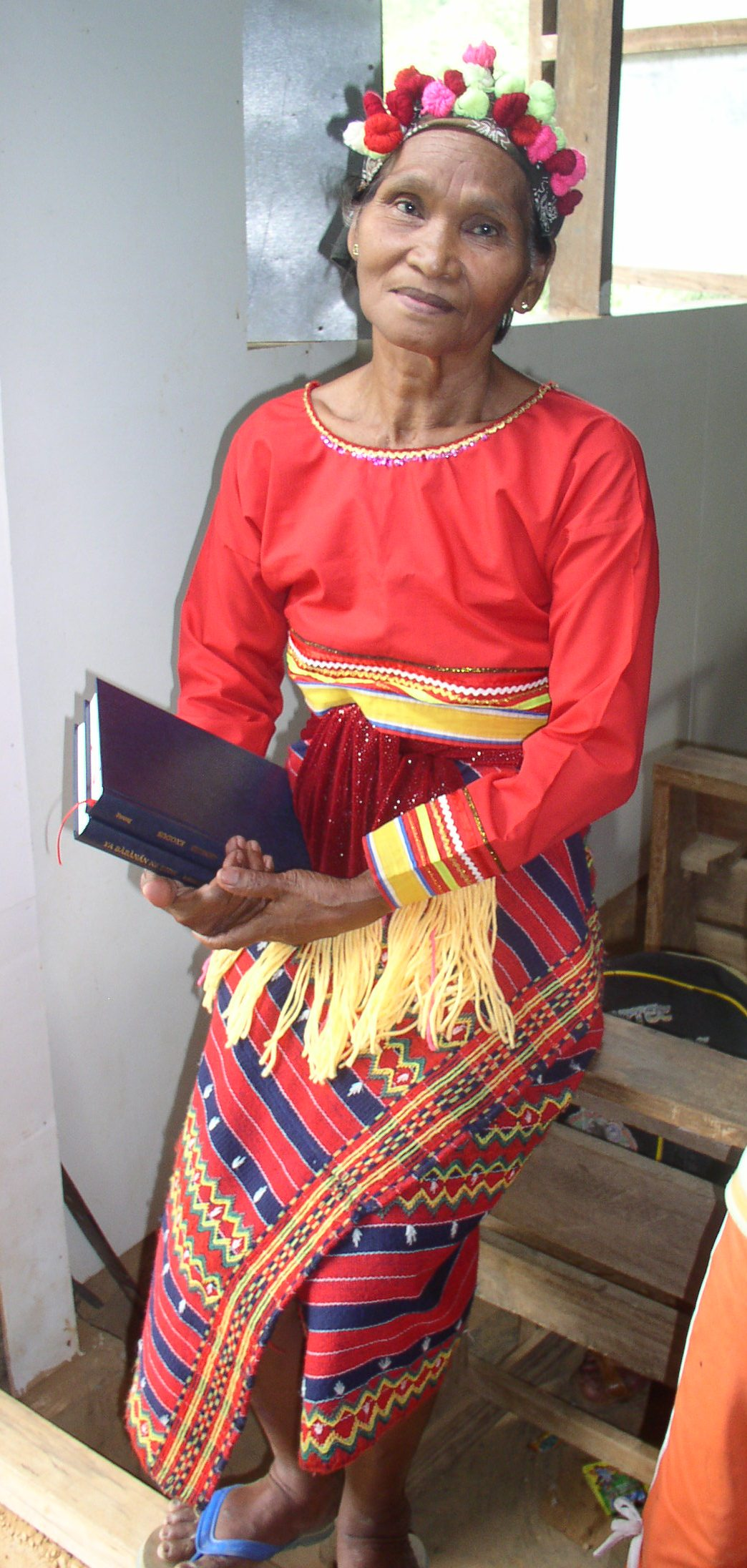
Женщина в традиционной одежде апайо.

Апа́йо (апайау, иснаг, иснег) — один из горных народов на северо-востоке острова Лусон, Филиппины. Расселяются вдоль рек Маталог, Апайо. Название произошло от воинственного клича «Ма-ар-ай-йо». Численность народов апайо составляет 45 тыс. человек. Говорят на языке апайо, также распространены тингиан, тагальский, илокано.

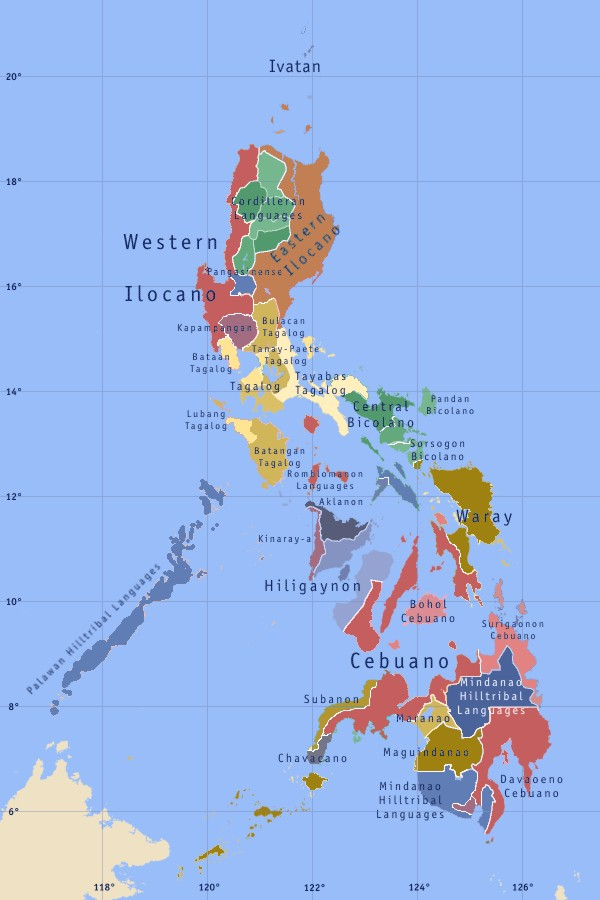
Основные этноязыковые группы Филиппин

## Занятия
Большое распространение получило подсечно-огневое земледелие (маис, овощи, суходольный рис). Многие занимаются плетением из бамбука и пальмовых листьев. Часто занимаются охотой и рыболовством. (Брук, 1981: с. 792)

## Разделение труда
У народов апайо обязанности разделены между мужчиной и женщиной. Мужчины занимаются очисткой и обработкой полей, сбором топлива, охотой, рыболовством. Женщины — сбором урожая, посевом, приготовлением пищи, воспитанием детей.

## Поселения
Поселения апайо (барангай, бабалай) компактные, небольшие (4—10, на юге до 25 домов), расположены вдоль рек. Жилище — свайное, прямоугольное с килевидной двускатной соломенной крышей, образующей с торцов навесы. (Тишков, 1999: с. 51)

## Одежда
Традиционная мужская одежда — штаны до колен, короткие жакеты, женская — тёмные блузы, запашные юбки с широкими поясами. Свои головные уборы они украшают подвесками. Распространена красная вышивка. Женщины часто татуируют внешнюю поверхность рук от запястий до плеча. Широко распространены украшения, больше всего ценятся бусы.

## Пища
В основу пищи входят: рис, овощи, фрукты, рыба. Мясо (кур, собак, свиней) употребляют в пищу исключительно во время праздников и совершения ритуалов.
Характерны аграрные культы, культ предков.

## Религия
В основном придерживаются традиционным верованиям и культуре. Небольшая часть апайо — христиане, католики и протестанты. Распространены гадания и предсказания.
Пантеон апайо возглавляется Хатаном, управляющим небесным миром и создающим законы. Спаситель и защитник людей — Иваган. Предсказания делаются по полёту и крикам птиц. Религиозные ритуалы совершаются женщинами-шаманами. До начала XX века существовал обычай «охоты за головами». (Урланис, Борисов, 1983: с. 448)
У апайо богатый музыкальный и литературный фольклор (мифы, сказки, басни, пословицы). Распространение получили такие музыкальные инструменты, как: носовая флейта (балинг), волынка (орибао).